# Landesverband der Volkshochschulen von NRW

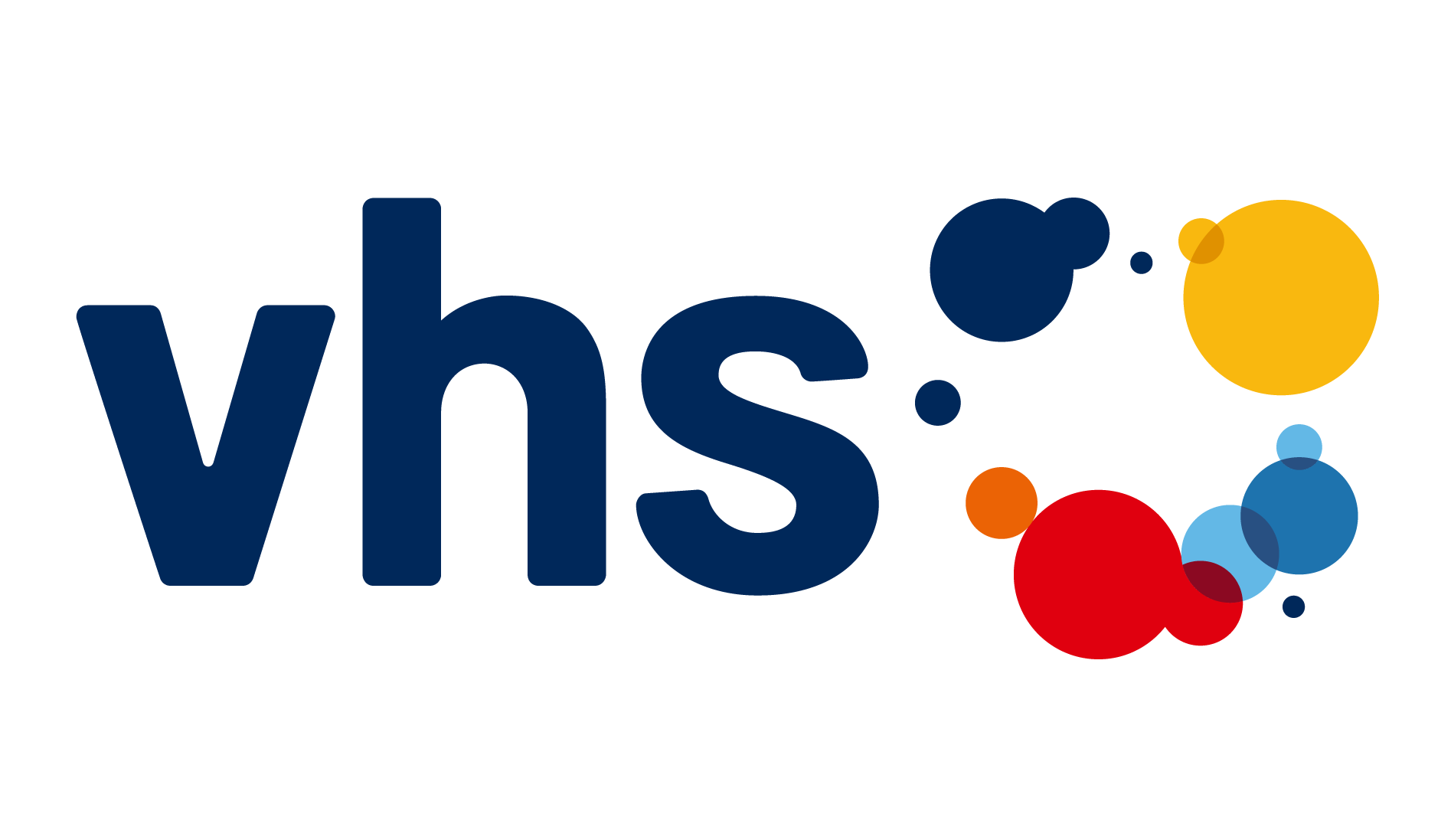
Logo des Deutschen Volkshochschul-Verbandes und auch des Landesverbandes der Volkshochschulen von NRW

Der Landesverband der Volkshochschulen von NRW e. V. (VHS NRW) ist der größte von 16 Landesverbänden in der Bundesrepublik Deutschland. Er ist zugleich die größte Landesorganisation der Weiterbildung in Nordrhein-Westfalen. Seit seiner Gründung im Jahr 1947 vertritt er die bildungspolitischen und finanziellen Interessen von 130 Volkshochschulen in kommunaler Trägerschaft sowie von zwei Einrichtungen in anderer Trägerschaft.
Der Landesverband hat seinen Sitz in Düsseldorf. Die Geschäftsstelle des Landesverbands bietet Dienstleistungen und Unterstützungen für seine Mitgliedseinrichtungen, insbesondere in den Bereichen Fortbildung, Zertifikatsprüfungen, Konzeptentwicklung, Beratung, Öffentlichkeitsarbeit und verbandsinterne Kommunikation.
Seine Arbeit finanziert sich überwiegend aus den Mitgliedsbeiträgen der Kommunen und aus Zuschüssen des Landes Nordrhein-Westfalen.
Die wichtigsten Verbandsgremien sind der Geschäftsführende Vorstand, der Vorstand, der Organisations- und Finanzausschuss und der Ausschuss für Weiterbildung. Hinzu kommen die Arbeitsgemeinschaften der VHS-Leiter/-innen in den fünf Regierungsbezirken sowie Kommissionen und Arbeitsgruppen.
Wie auch die anderen 15 Landesverbände der Volkshochschulen in der Bundesrepublik ist er Mitglied des Deutschen Volkshochschul-Verbandes (DVV) mit Sitz in Bonn.